# Jordaaniella dubia
Jordaaniella dubia är en isörtsväxtart som först beskrevs av Adrian Hardy Haworth, och fick sitt nu gällande namn av H.E.K. Hartm. Jordaaniella dubia ingår i släktet Jordaaniella och familjen isörtsväxter. Inga underarter finns listade i Catalogue of Life.